# Wirana
Wirana is een bestuurslaag in het regentschap Serang van de provincie Banten, Indonesië. Wirana telt 5613 inwoners (volkstelling 2010).